# La foresta dei pugnali volanti
La foresta dei pugnali volanti (十面埋伏S, Shí miàn mái fúP, lett. "Imboscata da dieci fronti") è un film del 2004 diretto da Zhang Yimou.

## Trama
Cina, anno 859. Durante la dinastia Tang si forma un'organizzazione di ribelli, conosciuta come l'alleanza dei Pugnali Volanti ("Feidaomen", 飛刀門): la setta è formata da rivoluzionari, abili guerrieri ed assassini, che si oppongono all'imperatore, ritenuto per la sua inettitudine colpevole della decadenza e della corruzione che attanaglia il paese, e ottengono sempre più il favore da parte del popolo mentre rubano ai ricchi per dare ai poveri. Si sospetta che Xiao Mei (una danzatrice cieca da poco giunta in una casa di piacere detta Padiglione delle Peonie e straordinariamente esperta nelle arti marziali) sia la figlia scomparsa del capo di tale setta; costei viene quindi arrestata e imprigionata dai soldati dell'imperatore. Tutto ciò fa però parte di un piano: l'ufficiale Jin, capitano della milizia e soprannominato Vento, è incaricato dal suo superiore Liu di far fuggire Mei e in questo modo, conquistandone la fiducia, di ingannarla e usarla per scoprire l'identità del capo dei rivoluzionari. Jin deve quindi accompagnare e proteggere Mei durante la loro la fuga attraverso campi e foreste, fino a un covo dell'alleanza, mentre Liu li sorveglierà seguendoli di nascosto da lontano.
Questo tragitto pieno di insidie porta però in serbo molte sorprese. Una volta giunti ad uno dei principali covi dei Pugnali Volanti, situato nel mezzo di una foresta di alti bambù e dove Jin e Liu vengono catturati e presi prigionieri, si scopre che in realtà Mei non è cieca e non è nemmeno la figlia scomparsa del capo della setta, ma è solo una delle tante adepte; viene fuori che la figlia del vecchio capo era effettivamente cieca, ma non aveva mai praticato le arti marziali, e Mei ne ha preso il posto per fare da esca per i soldati imperiali, contro i quali l'alleanza intende scontrarsi. Viene anche rivelato che il precedente vecchio capo è stato ucciso e che ora il suo posto è stato preso da una donna; inizialmente essa si fa credere che costei non sia altri che la tenutaria della casa di piacere, anch'essa affiliata ai Pugnali Volanti, ma in realtà lei ne fa soltanto momentaneamente le veci. Lo stesso Liu milita nell'alleanza segreta e tre anni prima si è arruolato nell'esercito imperiale in qualità di infiltrato. In passato Liu e Mei furono amanti, ma mentre lui è tuttora innamorato di Mei, quest'ultima ora ama Jin: è questo uno dei motivi che spingono Liu a cercare di possedere Mei con la violenza, per poi essere colpito alla schiena dal pugnale del capo dell'alleanza. Il capo si rivela essere una donna, la quale allontana Liu e ordina a Mei di uccidere Jin, ormai diventato un pericoloso testimone, anche per dimostrare il suo valore e la sua fedeltà alle rigide regole della setta.
Dopo averlo legato, bendato e portato in un prato per giustiziarlo, Mei lo libera e giace con lui, in quanto Jin è a sua volta assai innamorato di Mei; sapendo però di militare nella parte a lei avversa, e comprendendo ciò che rischia Mei con il suo grave atto di disobbedienza agli ordini ricevuti, Jin decide di andarsene dopo aver tentato invano di convincerla a lasciare ogni cosa e a viaggiare con lui. Dopo un breve indugio, Mei cambia idea e decide di seguirlo, ma nel tragitto viene raggiunta e trafitta da un pugnale lanciato da Liu, che non vuole permetterle di fuggire con il suo amato. Presagendo l'accaduto, Jin torna indietro e trova Mei ferita a morte. Furioso, assale Liu in un combattimento all'ultimo sangue che termina con i due guerrieri sanguinanti. A fine duello Mei rinviene, estrae il pugnale dal suo petto e lo lancia nel tentativo di fermare il pugnale di Liu, un pugnale che lui finge soltanto di lanciare. Questo estremo atto d'amore e sacrificio costa la vita a Mei, che muore dissanguata a causa della profonda ferita ora aperta che ha nel petto. In lacrime, Jin abbraccia il corpo senza vita di Mei, sussurrandole la canzone che lei stessa gli aveva cantato nel Padiglione delle Peonie dove si erano incontrati per la prima volta, mentre Liu si allontana traballante e disperato nella neve.

## Produzione
La cantante e attrice Anita Mui avrebbe dovuto interpretare un ruolo rilevante, ma morì il 30 dicembre 2003 a causa di un cancro cervicale prima di poter filmare le sue scene. Il regista Zhang Yimou decise perciò di modificare la sceneggiatura per evitare di sostituirla. Il film è dedicato alla sua memoria.
La maggior parte delle riprese (come quelle relative ai paesaggi innevati e alle foreste di betulle) sono state effettuate nei Carpazi ucraini, mentre le notevoli sequenze ambientate nelle foreste di bambù sono state girate in Cina, nel distretto di Yongchuan. A causa delle nevicate anticipate nell'ottobre 2003, si optò per modificare la sceneggiatura e alcune sequenze piuttosto che aspettare lo scioglimento della neve; Yimou in seguito dichiarò che nonostante le modifiche forzate dal tempo imprevedibile, aveva ottenuto l'effetto desiderato ed era soddisfatto del risultato finale.
Per prepararsi al ruolo, Zhang Ziyi trascorse due mesi con una ragazza divenuta cieca a 12 anni in conseguenza di un tumore cerebrale.

## Colonna sonora
1. Opening Title – 0:58
2. Beauty Song – 2:32 (Zhang Ziyi)
3. The Echo Game – 1:17
4. The Peonyhouse – 1:22
5. Battle in the Forest – 3:26
6. Taking Her Hand – 1:14
7. Leo's Eyes – 1:51
8. Lovers-Flower Garden – 2:19
9. No Way Out – 3:59
10. Lovers – 1:54
11. Farewell No. 1 – 2:42
12. Bamboo Forest – 2:36
13. Ambush in Ten Directions – 2:01
14. Leo's Theme – 2:36
15. Mei and Leo – 3:06
16. The House of Flying Daggers – 1:27
17. Lovers-Mei and Jin – 4:21
18. Farewell No. 2 – 2:49
19. Until The End – 2:55
20. Title Song Lovers – 4:12 (Kathleen Battle)

## Distribuzione
Il film è stato presentato in anteprima fuori concorso al 57º Festival di Cannes il 19 maggio 2004 e distribuito in madrepatria dal 16 luglio. In Italia è stato distribuito da BiM il 21 gennaio 2005, con l'adattamento dei dialoghi e la direzione del doppiaggio curati da Gianni G. Galassi per La BiBi.it.

## Accoglienza

### Critica
Il film ha ricevuto ampi consensi da parte della critica cinematografica. Su Rotten Tomatoes detiene un'approvazione professionale dell'88% con un voto medio di 7,78/10 basato su 172 recensioni, mentre il consenso del pubblico è dell'83% con un punteggio di 3,97/5 basato su 217 846 recensioni. Su Metacritic ha ricevuto una valutazione professionale di 89/100 (corrispondente ad un'«acclamazione universale») basata su 37 recensioni, e dal pubblico un punteggio di 9,1/10 basato su 428 recensioni; sempre su questo sito, La foresta dei pugnali volanti è stato classificato come il quinto film con più recensioni positive del 2004. Roger Ebert ha assegnato al film il punteggio massimo di 4 stelle su 4, elogiando in particolar modo l'eleganza delle arti marziali, la scenografia, i costumi e i paesaggi.

### Incassi
Il film ha incassato 92863945 $ a fronte di un budget di circa 12000000 $.

## Riconoscimenti
- 2004 - Golden Rooster Awards
  - Miglior scenografia
  - Candidatura per il miglior regista
  - Candidatura per il miglior film
  - Candidatura per il miglior sonoro
- 2004 - National Board of Review[10]
  - Premio speciale per la scenografia
- 2004 - Los Angeles Film Critics Association[11]
  - Miglior film in lingua straniera
  - Candidatura per la miglior fotografia
  - Candidatura per la miglior scenografia
- 2004 - European Film Awards
  - Candidatura per il miglior film internazionale
- 2004 - Boston Society of Film Critics[12]
  - Miglior fotografia
  - Miglior regista
  - Miglior film in lingua straniera
- 2004 - Motion Picture Sound Editors
  - Miglior montaggio sonoro in un lungometraggio straniero
- 2004 - National Society of Film Critics
  - Miglior regista
  - Miglior fotografia
- 2004 - London Critics Circle Film Awards
  - Candidatura per il film dell'anno
  - Candidatura per il regista dell'anno
  - Candidatura per il film in lingua straniera dell'anno
- 2005 - Critics' Choice Awards
  - Candidatura per il miglior film straniero
- 2005 - Online Film Critics Society
  - Candidatura per il miglior film straniero
  - Candidatura per la miglior fotografia
  - Candidatura per il miglior montaggio
- 2005 (gennaio) - Satellite Award
  - Miglior fotografia
  - Migliori effetti visivi
  - Candidatura per il miglior film straniero
  - Candidatura per il miglior montaggio
  - Candidatura per la miglior scenografia
  - Candidatura per i migliori costumi
  - Candidatura per il miglior suono
- 2005 - Golden Globe[13]
  - Candidatura per il miglior film straniero
- 2005 - British Academy Film Awards[14]
  - Candidatura per il miglior film non in lingua inglese
  - Candidatura per la migliore attrice protagonista
  - Candidatura per la migliore fotografia
  - Candidatura per la migliore scenografia
  - Candidatura per il miglior montaggio
  - Candidatura per i migliori costumi
  - Candidatura per il miglior trucco e acconciature
  - Candidatura per il miglior sonoro
  - Candidatura per i migliori effetti speciali
- 2005 - Hong Kong Film Awards
  - Candidatura per il miglior film asiatico
- 2005 - Premio Oscar[15]
  - Candidatura per la miglior fotografia
- 2005 - Saturn Awards
  - Candidatura per il miglior film fantasy
  - Candidatura per la migliore attrice
  - Candidatura per la miglior regia
  - Candidatura per i migliori costumi
- 2005 - Golden Eagle Award
  - Candidatura per il miglior film in lingua straniera
- 2005 - MTV Movie & TV Awards
  - Candidatura per il miglior combattimento
- 2005 - China Film Director's Guild Awards
  - Candidatura per la migliore attrice
- 2005 - Huabiao Awards
  - Interpretazione femminile eccezionale
- 2006 - Hundred Flowers Award
  - Candidatura per la migliore attrice